# Proiettile di gomma

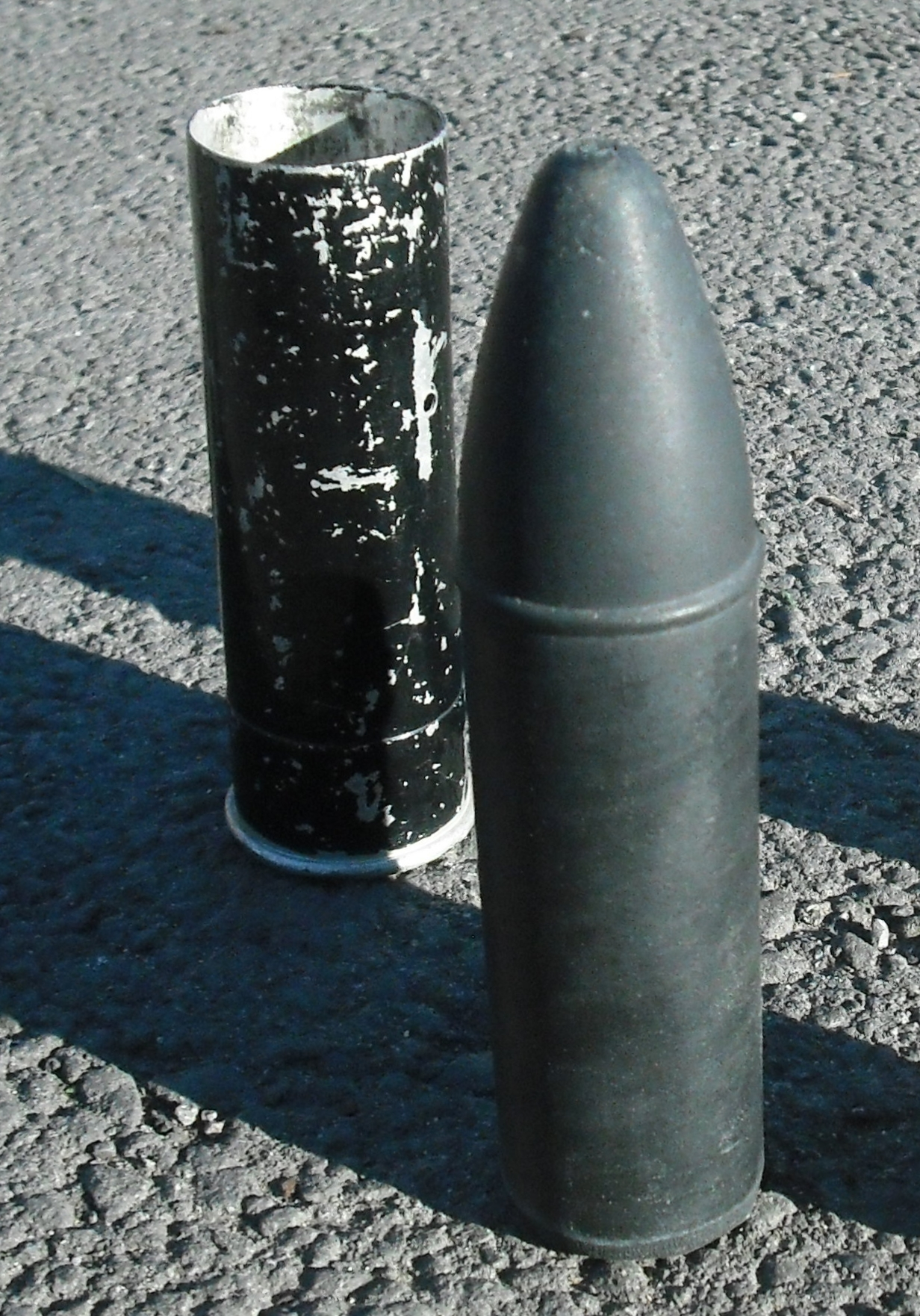
Proiettili di gomma usati dal British Army nel conflitto nordirlandese (1970)

I proiettili di gomma sono proiettili fatti in gomma o ricoperti da gomma che possono essere sparati sia da armi da fuoco standard sia da pistole antisommossa dedicate. 

## Storia
I proiettili di gomma antisommossa sono parte di una lunga linea di sviluppo dei proiettili non letali per il controllo delle rivolte che risale all'uso di brevi tratti di manici di scopa usati contro i rivoltosi in Singapore negli anni ottanta del 1800. La polizia di Hong Kong sviluppò dei proiettili di legno, che però provocavano ferite. La gomma venne sviluppata in Gran Bretagna negli anni settanta del 1900 per sedare i rivoltosi durante il conflitto in Irlanda del Nord. Un basso livello di potenza propulsiva diede ai proiettili una velocità di circa 60 m/s e una portata massima di circa 100 metri. L'utilizzo previsto era quello di sparare al suolo per far rimbalzare il proiettile sulla gamba della vittima, provocando dolore ma non ferite. Tra il 1970 e il 1975, circa 55.000 proiettili di gomma sono stati sparati dall'esercito britannico in Irlanda del Nord. Spesso sono stati sparati contro persone da distanza ravvicinata, provocando la morte di tre persone e il ferimento di molte altre. Nel 1975 sono stati rimpiazzati dai proiettili di plastica. In Irlanda del Nord in oltre 35 anni (1970-2005), circa 125.000 proiettili di gomma e di plastica sono stati sparati - una media di 10 al giorno -, causando la morte di 17 persone.
I proiettili di gomma (del tipo antisommossa) sono stati inventati dal Ministro della Difesa britannico per usarli nelle rivolte in Irlanda del Nord e durante il conflitto nordirlandese. Sono stati utilizzati per la prima volta in Irlanda del Nord nel 1970. I proiettili di gomma sono messi in commercio dalla polizia britannica al di fuori dell'Irlanda del Nord dal 2001, ma nel 2013 il Ministro della Difesa britannico, portando dei documenti declassificati dal 1977 ha rivelato che erano a conoscenza che i proiettili di gomma erano più pericolosi di quanto pubblicizzato. I documenti contenevano anche una consulenza legale del Ministro della Difesa accordandosi con un minore che era stato accecato da un proiettile di gomma nel 1972, piuttosto che andare in tribunale ed esporre i problemi che causavano i proiettili, rendendo più complicato difendere eventuali casi futuri sull'argomento. La stampa rivela che ulteriori test avrebbero rivelato seri problemi con i proiettili, dicendo che "sono stati testati in un periodo più breve rispetto a quello ideale", che "potrebbero essere letali" e che "avrebbero potuto causare ferite gravi".
I proiettili di gomma israeliani sono prodotti in due tipi differenti. Il più vecchio, consiste in un proiettile di gomma standard, una sfera d'acciaio rivestita di gomma che pesa 14 grammi, e un nuovo tipo di proiettile con gomma migliorata, introdotto nel 1989, un cilindro di metallo rivestito di gomma dal peso di 15,4 grammi Questi proiettili sono sparati da uno speciale adattatore attaccato sulla canna del fucile, simili a quelli per il lanciagranate. Delle ferite letali provocate da questo tipo di proiettile, la maggior parte sono alla testa.
Proiettili di gomma più piccolo sono usati in fucili a pompa. Una compagnia, per esempio, produce munizioni a pallettoni di gomma, contenenti pallini di gomma di diametro 15 8.3mm per cartuccia, e munizioni di gomma a bacchetta, contenenti dei semplici proiettili da 4.75 grammi.

## Descrizione ed utilizzo
Sono destinati ad essere un'alternativa non letale (meno lesiva, sono stati dimostrati che anche colpi sotto i 10 Joule hanno recato morti, da distinguere anche la differenza concettuale fra "offensivo" e "lesivo") ai proiettili metallici, spesso associati nell'uso per operazioni antisommossa e per disperdere le proteste (e come tiro ridotto per allenamenti in ambiti "domestici"). I proiettili di gomma, sono solitamente utilizzati (nel campo civile) per fare pratica a corto raggio  (ad esempio nei poligoni), generalmente usando delle armi da fuoco che richiedono il porto d'armi. Si differenziano dai paintball o del softair, ove i proiettili vengono sparati verso persone vive adeguatamente protette. Se utilizzati con un blocco d'inversione adeguato, i proiettili di gomma possono essere recuperati e riusati più volte.
I proiettili di gomma sono stati largamente rimpiazzati da altri fatti con un altro materiale perché la gomma tende a rimbalzare incontrollatamente (quindi non cede l'intera sua energia al target ma solo una parte). Come "munizioni d'impatto cinetiche" hanno il fine di causare dolore, ma non di ferire. Possono produrre contusioni, abrasioni o ematomi. Nonostante ciò, possono anche causare fratture, ferite agli organi interni, o portare alla morte. In uno studio su 90 pazienti feriti da proiettili di gomma, 2 muoiono, 17 soffrono permanentemente d'invalidità o deformità permanenti e 41 richiedono all'ospedale trattamenti dopo esser stati colpiti dai proiettili.